# Свинчус
Свинчус — село в Шиловском районе Рязанской области в составе Борковского сельского поселения.

## Географическое положение
Село Свинчус расположено на Окско-Донской равнине на правом берегу реки Оки в устье реки Увязь в 30 км к северо-востоку от пгт Шилово. Расстояние от села до районного центра Шилово по автодороге — 57 км.
В северной части села Свинчус расположена так называемая Ольгина Гора, еще далее к северу — устье реки Мышца, к югу — устье реки Увязь, к востоку — урочища Сокольи и Торхачево Болото. В окрестностях села сосновые и смешанные леса, остатки реликтовых дубовых рощ, липняки. На левом, низменном берегу реки Оки — старицы, многочисленные пойменные озера, самые крупные из которых Вагуч, Белое, Выволоть, Травлиное, Глубокое, старица Ниверга. Здесь же урочища Чебуркин Затон и Болото Ольшанки. Ближайшие населенные пункты — села Копаново и Дубровка, деревня Акулово.

## Население
| 1859 | 1897  | 1906  | 2010 |
| ---- | ----- | ----- | ---- |
| 1373 | ↘1097 | ↗1708 | ↘313 |

По данным переписи населения 2010 г. в селе Свинчус постоянно проживают 313 чел. (в 1992 г. — 368 чел.).

## Происхождение названия
Название Свинчус как и остальные гидронимы на -ус Среднего Поочья имеет балтийское происхождение: от корня Swin- (ср. река Свина).

## История
Окрестности села Свинчус были заселены человеком издревле. Подтверждением этому могут служить археологические находки последних лет. К эпохе неолита (ок. 6 тыс. лет назад) относится, по-видимому, кремнёвый наконечник стелы, найденный в огороде одного из местных жителей на высоком берегу реки Оки. К юго-востоку от села, на заброшенном поле, на возвышенности, в большом количестве попадаются на поверхности осколки керамики эпохи бронзы (вторая половина 2 тыс. до н.э.).
Д. И. Иловайский, а вслед за ним и некоторые другие историки, отождествляли село Свинчус с древним рязанским городом Свинеском, упоминаемым в Новгородской I-й и Воскресенской летописях в «Списке русских городов дальних и ближних» XIV—XV вв. К сожалению, археологами окрестности села Свинчус систематически еще не обследованы. К тому же значительная часть исследователей, вслед за М. Н. Тихомировым, не поддерживают эту гипотезу.

В качестве села Свинчус впервые упоминается в Рязанских писцовых книгах за 1628—1629 гг., где сказано: 
«За Семеном Федоровым сыном Глебовым в поместье, что ему дано из государевых дворцовых сел, половина села Свинчуса, а в селе церковь Покров Пречистые Богородицы да церковь Николы Чудотворца, древены, клетцки, а в церквах образы и свечи и книги и ризы и колокола строение мирское — села Свинчуса крестьян».
По окладным книгам за 1676 г. в селе Свинчус при Покровской церкви значились 
«помещиков 4 двора, да крестьянских 70 дворов, да бобыльских 11 дворов».

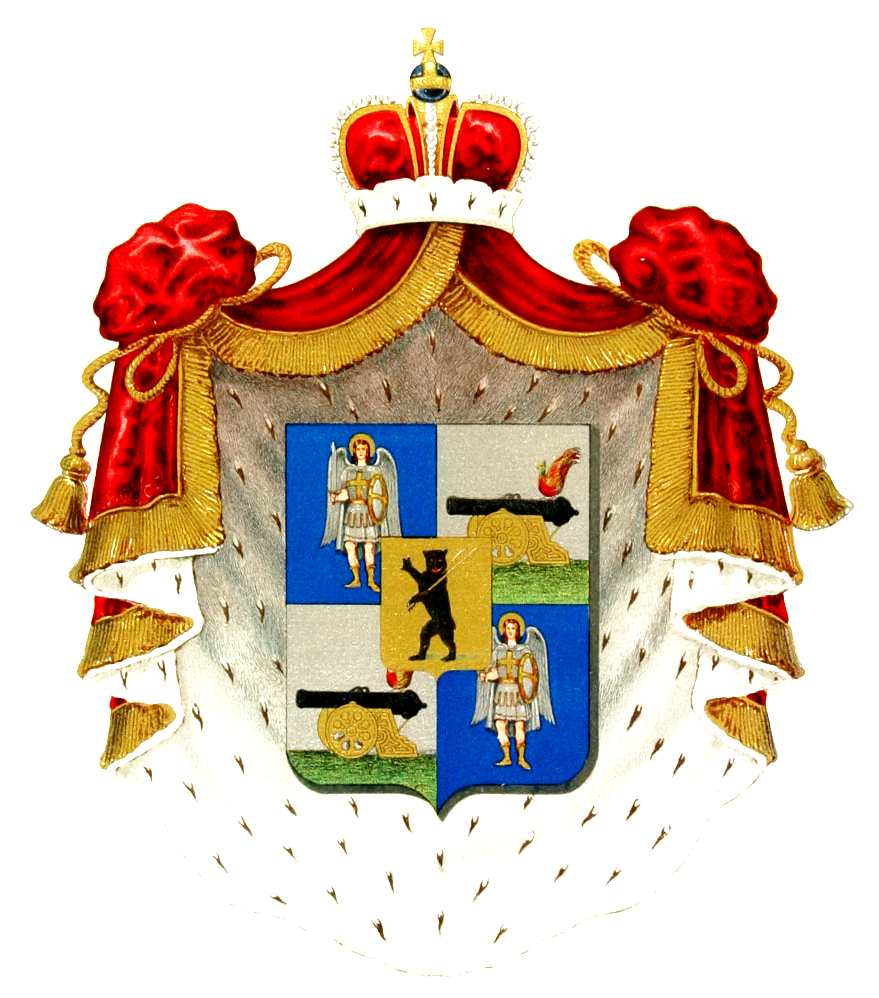
Герб рода князей Шаховских.

В XVIII в. в селе Свинчус упоминается уже всего одна церковь — Покровская, но и она вскоре сгорела. Тогда в 1781 г. на ее месте был построен новый деревянный Покровский храм. В 1863 г. трапезная часть при Покровской церкви была значительно расширена и 19 декабря того же года в ней был освящен теплый Христорождественский придел. Зданием церковь была деревянная, на каменном фундаменте с такою же колокольней, у которой один нижний этаж весь каменный. Престолов в ней было два: один в настоящей во имя Покрова Пресвятой Богородицы, другой в приделе во имя Рождества Христова.
К моменту отмены крепостного права (1861 г.) село Свинчус принадлежало княгине Н. А. Шаховской, урожденной княжне Трубецкой, и помещикам Н. Е. Клевезалю и П. А. Оленину. По 10-й ревизии (1858 г.), в селе числилось 180 дворов, в коих проживало 1293 жителей (652 мужского и 668 женского пола). В 1861 г. в селе была открыта земская приходская школа. По полицейским отчетам Рязанской губернии и статистическим сводкам известно, что в селе Свинчус в 1874 г. пало 200 голов крупного рогатого скота, а в 1879 г. — 70 голов; в 1880 г. истреблено пожаром 17 гумен и 40 риг, а в 1882 г. — 22 двора. В том же году выбило градом 120 десятин ярового поля, а в 1884 г. — все яровое поле бывших крестьян Оленина.
К 1891 г., по данным И. В. Добролюбова, в селе Свинчус насчитывалось 190 дворов, в коих проживало 639 душ мужского и 734 души женского пола, в том числе грамотных 295 мужчин и 41 женщина.
По данным переписи 1897 г., в селе Свинчус числилось 311 домохозяев и 1679 жителей (812 мужского и 867 женского пола), в том числе грамотных 295 мужчин и 41 женщина. Из 260 изб одна была каменная, все крыты соломой. В селе имелись: земская приходская школа, синильня, мельница, 2 винных, 1 бакалейная и 1 мануфактурная лавки. На общественные средства были построены земская школа, дом сельского правления, хлебный магазин, пожарный сарай и водяная мельница на реке Увязь. В 1888 г. в селе открылась еще одна школа — церковно-приходская. Главным занятием местных жителей было земледелие. В отхожий промысел уходило 302 мужчины и 10 женщин, из них 198 бондарей, 27 портных, 17 картузников, 15 угольщиков и др., в том числе 3 живописца.

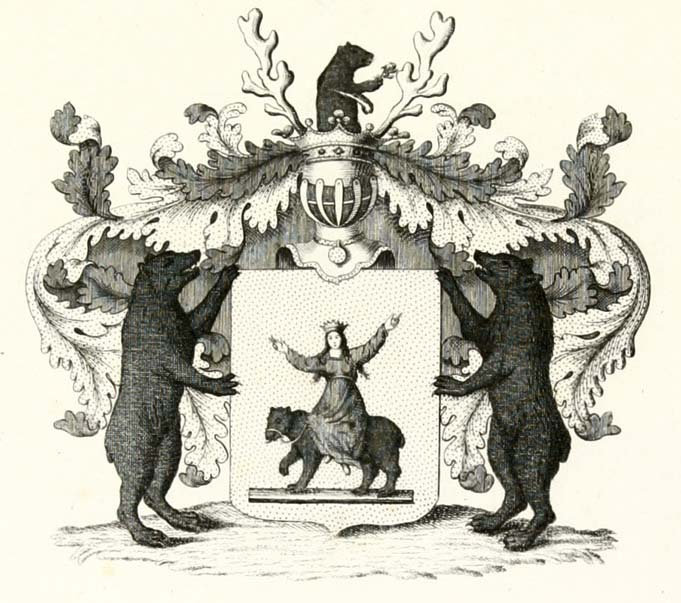
Герб рода дворян Олениных.

Для украшения и благоустроения Покровского храма в селе Свинчус много сил и средств приложил петербургский купец Киприан Гаврилович Степанов. Кажется, он не был местным уроженцем, но, путешествуя однажды по реке Оке, полюбил это место и неоднократно посещал его. Так в 1886 г. был обновлен главный иконостас Покровского храма, а стены его украшены живописью, на что было истрачено 3 000 руб., причем 2 000 руб. пожертвовал К. Г. Степанов. Тот же купец К. Г. Степанов выделил Покровскому храму средства на строительство здания церковно-приходской школы.

В 1896 г. при Покровской церкви на средства купца К. Г. Степанова была построена богадельня. В «Рязанских епархиальных ведомостях» за 1896 г. сообщалось: 
«Причту и церковному старосте Свинчуса, Касимовского уезда, разрешено построить каменную богадельню при церкви означенного села на средства председателя Свинчусского церковно-приходского попечительства санкт-петербургского купца Киприана Гаврилова Степанова; за что последнему его преосвященством объявлена благодарность».
В 1907 г. Покровский храм был перестроен: в нем остался один престол во имя Рождества Христова (теплый), а второй престол (во имя Покрова Пресвятой Богородицы) был упразднен. Рядом с храмом на церковной земле к этому времени располагались каменная богадельня и деревянная кладовая, крытые железом. В церковно-приходской школе при храме к 1915 г. обучалось 12 мальчиков и 10 девочек. Все эти здания были построены на средства петроградского купца Киприана Гавриловича Степанова.

К. Г. Степанов выступил и инициатором строительства в селе Свинчус новой каменной церкви. Новый храм Покрова Пресвятой Богородицы был заложен рядом с прежним, деревянным ок. 1912 г. В рапорте благочинного Григория Катинского преосвященному Димитрию, епископу Рязанскому и Зарайскому, за 1912 г. сообщается, что стены Свинчусского храма доведены до сводов. А в рапорте от 1 февраля 1916 г. Катинский сообщает, что в его округе строящихся церквей 4: в селах Копаново, Мышца, Шостье и Свинчус. Причем 
«… все строящиеся церкви, можно сказать, закончены постройкою самих зданий, но ни в одной из них нет вполне устроенного иконостаса; в селах — Свинчусе и Мышце ставятся иконостасы и есть надежда, что в первой половине текущего 1916 года эти церкви будут готовы к освящению…».
Предположительно новый храм Покрова Пресвятой Богородицы в селе Свинчус с приделом во имя Святителя Николая Чудотворца (небесного покровителя сына купца К. Г. Степанова) был освящен в 1916—1917 гг.. Сохранилось предание, что на освящение храма прибыли на пароходе по Оке приглашенные из Москвы архиереи. Была весна, Николин день, разлив реки подходил к храму. Пароход подошел к берегу, и архиереи шли по цветным коврам от реки до церкви. Свидетели этого торжества запомнили его на всю жизнь и любили рассказывать детям и внукам.
После Октябрьской революции 1917 г. новопостроенный каменный Покровский храм и расположенный рядом деревянный Христорождественский были переданы в пользование верующим по договору. В 1922 г. из них были изъяты церковные ценности под предлогом помощи голодающим в Поволжье.
В 1929 г., в результате проведенной коллективизации крестьянских хозяйств, в селе Свинчус был организован колхоз «Прогресс», открылся Дом культуры.
8 мая 1934 г. Президиум Мособлисполкома рассматривал вопрос о ходатайстве Ерахтурского РИКа (в подчинении которого входило в то время село Свинчус) о закрытии каменной Покровской церкви в селе Свинчус для использования под ссыпной пункт Межрайзаготзерно. Правда, стоявший рядом деревянный Христорождественский храм еще действовал. Когда закрыли его — неизвестно, но, кажется, примерно в эти же годы.
Последним священником Покровской церкви в селе Свинчус был Павел Григорьевич Соколов (1865+1937 гг.). Он родился в семье священника Христорождественской церкви того же села 28 июля 1865 г.. В Свинчусе он прослужил с 1892 до 1935 г., то есть 43 года, заслужив глубокое уважение верующих односельчан. За отличную, усердную и длительную службу отец Павел был награжден набедренником, скуфьей и камилавкой, имел серебряную медаль в память царствования императора Александра III, за труды по всеобщей переписи населения был удостоен бронзовой медали в 1898 г. Вместе с матушкой Марией Алексеевной они вырастили пятерых сыновей и дочь. На 72-м году жизни отец П. Г. Соколов был арестован, обвинен в активном участии в церковно-монархической повстанческо-террористической группе и, судя по документам, расстрелян в ночь на 10 декабря 1937 г. (архивно-следственное дело № 10687). Правда, местные жители уверяли, что батюшка был похоронен на местном кладбище и показывали его могилу.
В 1965 г. свинчусский колхоз «Прогресс» был объединен с борковским колхозом «Красный Труженик» в большой совхоз «Борки». За время его существования (1965—1995 гг.) в селе Свинчус были построены молокозавод, пекарня, пилорама, столовая и детский сад. В селе появился водопровод. Строились жилые дома с квартирами для работников совхоза.
В 1970-х гг. здание старого деревянного Христорождественского храма в Свинчусе сгорело. В настоящее время от него осталась только часть нижнего каменного четверика колокольни в форме арки. Колокольня представляла собою редкое явление в храмовой архитектуре России. Подобных ей практически не сохранилось (как утверждал известный рязанский ученый-искусствовед Г. К. Вагнер). У здания Покровского храма уцелел огромный белокаменный надгробный камень на могиле священника Афанасия Васильева Фортинского. Он служил в церкви села Свинчус с 1801 по 1849 гг.
Возрождение прихода и Покровского храма в селе Свинчус началось летом 2001 г. инициативной группой верующих. С 2001 г. они каждое воскресенье без священника собирались в храм на службу. Невзирая на погоду и холод служились службы часов и изобразительных (обедница). Официально приход был зарегистрирован 5 декабря 2001 г. За последние годы была полностью восстановлена кровля и купол храма, установлен крест на куполе. В храме остеклены окна, изготовлены и остеклены вторые оконные рамы, настелены полы. Ремонтные работы в храме продолжаются.

## Социальная инфраструктура
В селе Свинчус Шиловского района Рязанской области имеются фельдшерско-акушерский пункт (ФАП), Свинчусская начальная общеобразовательная школа (филиал Борковской СОШ), Дом культуры и библиотека. Школа была закрыта в 2018 г., все оставшиеся ученики проходят обучения в школе в с. Борки.

## Транспорт
Основные грузо- и пассажироперевозки осуществляются автомобильным транспортом: село имеет выезд на проходящую поблизости автомобильную дорогу регионального значения Р125: «Ряжск — Касимов — Нижний Новгород». Вплоть до конца XX в. через реку Оку южнее села в летнее время действовала паромная переправа.

## Достопримечательности
- Храм Рождества Христова — Христорождественская церковь. Построен в 1781 г. Сохранилась нижняя часть каменного четверика колокольни в виде арки[12].
- Храм Покрова Пресвятой Богородицы — Покровская церковь. Построен в 1916—1917 гг. по инициативе и на средства купца К. Г. Степанова[12].
- Место погребения российского и советского художника, этнографа и педагога Грушина Ефима Фаддеевича (1861—1932).
- Памятник односельчанам, погибшим в Великой Отечественной войне 1941—1945 гг.

## Известные уроженцы
- Антоний (Соколов) (1850+1911 гг.) — епископ Черниговский и Нежинский.
- Ефим Фаддеевич Грушин (1861+1932 гг.) — российский художник, этнограф и педагог, выходец из семьи крепостных крестьян.
- Василий Акимович Арлашин (1923+1998 гг.) — российский и советский художник, автор многочисленных работ, посвященных природе и людям Киргизии.